# Hesíodo
Hesíodo (em grego:  Ἡσίοδος, transl. Hēsíodos) foi um poeta oral grego da Antiguidade, geralmente tido como tendo estado em atividade entre 750 e 650 a.C. Sua poesia é a primeira feita na Europa na qual o poeta vê a si mesmo como um tópico, um indivíduo com um papel distinto a desempenhar. Autores antigos creditavam a ele e a Homero a instituição dos costumes religiosos gregos, e os acadêmicos modernos referem-se a ele como uma das principais fontes para a religião  grega, as técnicas agriculturais, o pensamento econômico (chegou a ser referido, por vezes, como o primeiro economista), a astronomia grega arcaica e o estudo do tempo.
Hesíodo utilizou diversos estilos do verso tradicional, incluindo a poesia gnômica, hínica, genealógica e narrativa, porém não foi capaz de dominar todas com a mesma fluência; as comparações com Homero costumam lhe ser desfavoráveis. Nas palavras de um estudioso moderno de sua obra, "é como se um artesão, com seus dedos grandes e desajeitados, estivesse imitando, paciente e fascinadamente, a costura delicada de um alfaiate profissional".

## Biografia
As datas precisas de sua vida são uma questão contestada nos círculos acadêmicos, e foram abordadas na seção Datas.
A narrativa épica não permitia a poetas como Homero qualquer oportunidade para revelações pessoais, porém a obra existente de Hesíodo abrange também poemas didáticos, e nestes o autor desviou-se de sua trajetória para compartilhar com o público alguns detalhes de sua vida, incluindo três referências explícias, no Trabalhos e Dias, além de em algumas passagens da Teogonia, que permitem que algumas inferências sejam feitas. No primeiro, o leitor fica sabendo que o pai de Hesíodo era originário de Cime, na Eólia, litoral da Ásia Menor, ao sul da ilha de Lesbos, e atravessou o mar para fixar-se num vilarejo, nas proximidades de Téspias, na Beócia, chamada Ascra, "uma aldeia amaldiçoada, cruel no inverno, penosa no verão, jamais agradável" (Trabalhos, l. 640). O patrimônio de Hesíodo no local, um pequeno pedaço de terra no sopé do Monte Hélicon, foi responsável por processos judiciais com seu irmão, Perses, que parece ter inicialmente se apossado indevidamente da parte devida a Hesíodo graças a autoridades (ou "reis") corruptos, porém mais tarde acabou ficando pobre e sobrevivendo às custas do poeta, mais precavido (Trabalhos l. 35, 396). Ao contrário de seu pai, Hesíodo evitava viagens marítimas, embora tenha cruzado certa vez o estreito que separa a Grécia continental da ilha de Eubeia para participar nos ritos fúnebres de um certo Átamas de Cálcis, onde conquistou um tripé após participar de uma competição de canto. Também descreveu um encontro entre ele próprio e as Musas, no Monte Hélicon, onde ele havia levado suas ovelhas para pastar, quando as deusas lhe presentearam com um ramo de louros, símbolo de autoridade poética (Teogonia, ll. 22–35). Por mais fantasioso que isto pareça, o relato levou estudiosos antigos e modernos a deduzir a partir dele que Hesíodo não era capaz de tocar a lira, ou não havia sido treinado profissionalmente para tocá-la, do contrário ele teria recebido um instrumento de presente no lugar do cajado.
Alguns estudiosos enxergaram em Perses uma criação literária, um recurso utilizado para a moralização desenvolvida por Hesíodo nos Trabalhos e Dias, porém também existem argumentos contrários a esta teoria. Era muito comum, por exemplo, em obras voltadas à instrução moral, utilizar-se de uma ambientação imaginária, como forma de conquistar a atenção do público, porém é difícil imaginar como Hesíodo poderia ter viajado por toda a região rural entretendo as pessoas com uma narrativa sobre si próprio se ela fosse notoriamente fictícia. O professor americano de Estudos Clássicos Gregory Nagy, por outro lado, vê tanto no nome Persēs ("destruidor": πέρθω, perthō) quanto em Hēsiodos ("aquele que emite a voz": ἵημι, hiēmi + αὐδή, audē) nomes fictícios de personas poéticas.

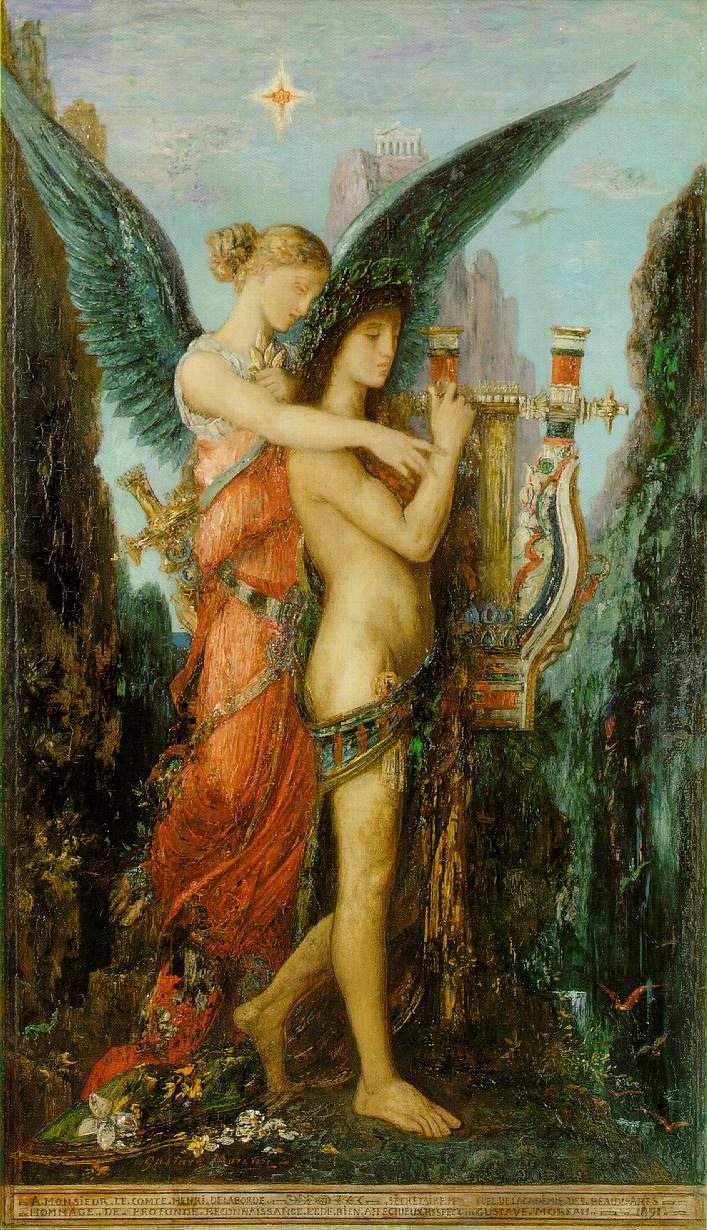
Hesíodo e a Musa, de Gustave Moreau. O poeta é representado aqui com uma lira, o que contradiz o relato apresentado pelo próprio Hesíodo, no qual o presente foi um ramo de louros.

Parece pouco comum que o pai de Hesíodo tenha migrado da Ásia Menor para a Grécia continental, percorrendo o caminho oposto ao da maior parte dos deslocamentos coloniais ocorridos no período; o próprio Hesíodo não apresenta qualquer explicação para o fato. Por volta de 750 a.C., no entanto, ou pouco mais tarde, ocorreu uma migração de mercadores marítimos de sua pátria, Cime, na Ásia Menor, para Cumas, na Campânia (uma colônia que Cime partilhava com os eubeus), e talvez sua mudança para o oeste tenha tido a ver com isto, já que Eubeia não fica longe da Beócia, onde ele acabou por se fixar com sua família. A associação com Cime pela família poderia explicar sua familiaridade com mitos orientais, evidente em seus poemas, embora o mundo grego já pudesse àquela altura ter desenvolvido suas próprias versões daqueles mitos.
Apesar das reclamações de Hesíodo a respeito de sua pobreza, a vida na fazenda de seu pai pode não ter sido excessivamente desconfortável a se julgar pela sua obra, especialmente Trabalhos e Dias, já que ele descreve as rotinas de proprietários de terra prósperos, e não de camponeses. Seu fazendeiro emprega um amigo (l. 370) bem como servos (ll. 502, 573, 597, 608, 766), um arador enérgico e responsável já de idade avançada (ll. 469–71), um escravo jovem para cobrir as sementes (ll. 441–6), uma criada para cuidar da casa (ll. 405, 602) e grupos de bois e mulas (ll. 405, 607f.). Um acadêmico moderno sugeriu que Hesíodo teria aprendido sobre geografia geral, especialmente o catálogo de rios citado na Teogonia (ll. 337–45), ao ouvir os relatos de seu pai sobre suas próprias viagens como comerciante. O pai provavelmente falava no dialeto eólio de Cime, porém Hesíodo provavelmente cresceu falando o dialeto beócio local. Sua poesia, no entanto, apresenta alguns eolismos, enquanto não tem quaisquer palavras de origem beócia, já que ele compunha suas obras utilizando o principal dialeto literário da época, o dialeto jônio.
É provável que Hesíodo tenha escrito seus poemas, ou os ditado, e não os apresentado oralmente, como faziam os rapsodos; do contrário, o estilo acentuadamente pessoal que emerge de seus poemas teria seguramente sido diluído através da transmissão oral de um rapsodo a outro. Se ele de fato escreveu ou ditou suas obras, provavelmente o fez para ajudar a memorizá-los, ou porque ele não tinha confiança na sua capacidade de produzir poemas de improviso, como costumavam fazer os rapsodos com mais treinamento. Certamente não foi visando a qualquer tipo de fama ou posteridade, já que os poetas de seu tempo não conheciam esta noção. Alguns estudiosos suspeitam, no entanto, da presença de alterações em grande escala no texto, e a atribuem à transmissão oral. Hesíodo pode ter escrito seus versos durante períodos de ócio na sua fazenda, na primavera, antes da colheita de maio, ou no meio do inverno.
A característica pessoal por trás dos poemas é pouco apropriada ao tipo de "afastamento aristocrático" que um rapsodo deveria ter; seu estilo foi descrito como "argumentativo, desconfiado, ironicamente bem-humorado, frugal, apreciador de provérbios, temeroso quanto às mulheres". Há quem o considere um misógino do mesmo quilate de outro poeta que viveu posteriormente, Semônides. Assemelha-se a Sólon em sua preocupação com a questão do bem contra o mal, e "como um deus justo e onipotente pode permitir que o injusto floresça nesta vida." Lembra Aristófanes em sua rejeição do herói idealizado da literatura épica, preferindo em seu lugar uma visão idealizada do fazendeiro. No entanto, o fato de que ele podia fazer elogios a reis na Teogonia (ll. 80ff, 430, 434) e ao mesmo tempo denunciá-los como corruptos em Trabalhos e Dias sugere que ele tinha a capacidade de escrever de acordo com o público que ele visava atingir.
As diversas lendas que se acumularam ao longo do tempo a respeito de Hesíodo foram registradas em diferentes fontes:
- a história "A Competição de Poesia (Ἀγών, Agōn) de Homero e Hesíodo";[21]
- uma vita de Hesíodo, de autoria do gramático bizantino João Tzetzes;
- o verbete sobre Hesíodo na Suda;
- duas passagens e alguns comentários na obra de Pausânias (IX, 31.3–6 e 38.3–4);
- uma passagem na Moralia, de Plutarco (162b).

Duas tradições diferentes, porém arcaicas, registram o local da sepultura de Hesíodo. Uma, do tempo de Tucídides e registrada por Plutarco, pela Suda e por João Tzetzes, afirma que o oráculo de Delfos teria avisado Hesíodo que ele morreria em Nemeia, e por isso ele fugiu para a Lócrida, onde foi morto no templo local dedicado a Zeus Nemeu e enterrado ali. Esta tradição segue uma convenção irônica familiar: o oráculo acaba prevendo corretamente a despeito da tentativa da vítima de escapar de seu destino. A outra tradição, mencionada pela primeira vez num epigrama de Quérsias de Orcômeno, e escrita no século VII a.C. (pouco mais de um século depois da morte de Hesíodo) afirma que ele estaria sepultado em Orcômeno, uma cidade da Beócia. De acordo com a Constituição de Orcômeno, de Aristóteles, quando os téspios atacaram Ascra, seus habitantes procuraram refúgio em Orcômeno onde, seguindo o conselho de um oráculo, eles juntaram as cinzas de Hesíodo e colocaram-nas num local de honra dentro de sua ágora, próximo ao túmulo de Mínias, seu fundador epônimo. Posteriormente passaram a considerar Hesíodo também como o "fundador de seu lar" (οἰκιστής, oikistēs). Escritores posteriores tentaram harmonizar os dois relatos.

### Datas

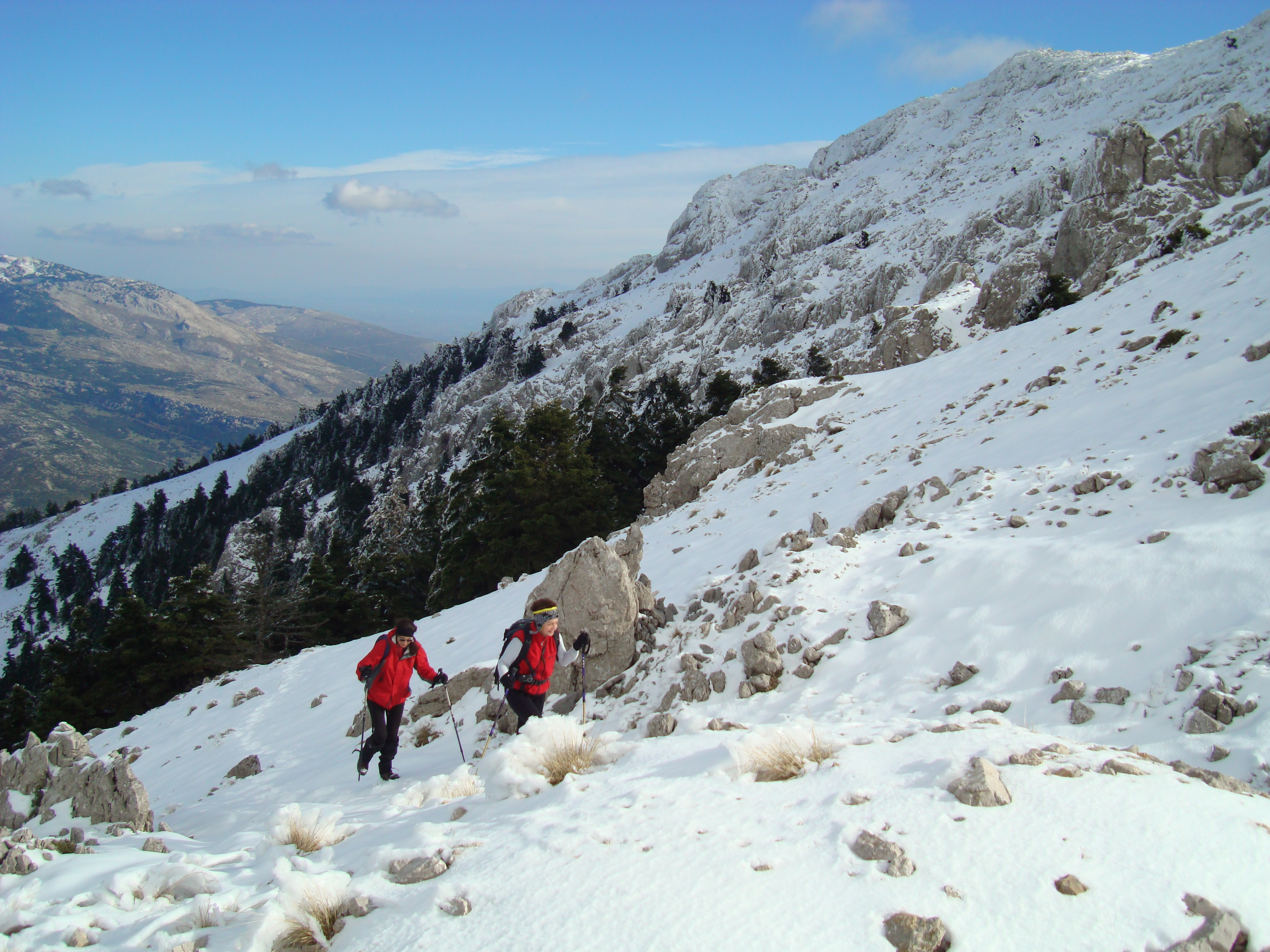
O monte Hélicon nos dias de hoje - Hesíodo descreveu certa vez sua terra natal, Ascra, situada nas vizinhanças, como "cruel no inverno, penosa no verão, jamais agradável".

Os gregos do fim do século V e início do século IV a.C. consideravam como seus poetas mais antigos Orfeu, Museu, Hesíodo e Homero — nesta ordem. Posteriormente, os autores gregos passaram a considerar Homero mais antigo que Hesíodo. Admiradores de Orfeu e Museu provavelmente eram responsáveis pela precedência dada a estes dois heróis cultuados, e talvez os homéridas tenham sido responsáveis, posteriormente, por 'promover' Homero às custas de Hesíodo.
Os primeiros autores conhecidos a situar Homero antes, cronologicamente, que Hesíodo foram Xenófanes e Heráclide Pôntico, embora Aristarco da Samotrácia tenha sido o primeiro a argumentar a favor da teoria. Éforo descreveu Homero como um primo mais novo de Hesíodo; Heródoto (Histórias, 2.53) evidentemente os considerava como quase contemporâneos, e o sofista Alcídamas, do século IV a.C., em sua obra Mouseion, representou-os atuando junto numa competição poética (agon) fictícia, que sobrevive atualmente como Competição entre Homero e Hesíodo. A maior parte dos estudiosos de hoje em dia concordam com a antecedência de Homero, porém existem bons argumentos de ambos os lados.
Hesíodo certamente antecedeu os poetas líricos e elegíacos, cujas obras foram conservadas até os dias de hoje. Imitações de sua obra foram identificadas nos trabalhos de Alceu, Epimênides, Mimnermo, Semônides, Tirteu e Arquíloco, de onde se deduziu que a data mais tardia possível para Hesíodo só poderia ser 650 a.C.
Um limite máximo de 750 a.C. como data de sua morte foi indicado por muitas considerações, como a probabilidade de que sua obra tenha sido escrita, o fato de que ele menciona um santuário em Delfos que tinha pouco significado nacional antes de meados de 750 a.C. (Teogonia l. 499), e o fato dele listar rios que deságuam no Euxino, uma região explorada e desenvolvida por colonos gregos apenas no início do século VIII a.C. (Teogonia, 337–45).
Hesíodo menciona um concurso de poesia em Cálcis, na ilha de Eubeia, onde os filhos de um certo Anfídamas lhe presentearam com um tripé (Trabalhos e Dias ll.654–662). Plutarco identificou este Amnfídamas com o herói da Guerra Lelantina, travada entre Cálcis e Erétria, e concluiu que este trecho devia ser uma interpolação na obra original de Hesíodo, assumindo que a Guerra Lelantina teria ocorrido numa data tarde demais para coincidir com a vida de Hesíodo. Estudiosos modernos aceitaram esta identificação de Anfídamas, porém discordam de sua conclusão. A data da guerra não é conhecida com precisão, porém é estimada por volta de 730-705 a.C., coincidindo com a cronologia estimada para Hesíodo. Se este for o caso, o tripé concedido a Hesíodo poderia ser conquistado por sua interpretação da Teogonia, um poema que parece destinar-se ao tipo de público aristocrático que estaria presente em Cálcis.
Segundo o historiador romano Marco Veleio Patérculo, Hesíodo floresceu cento e vinte anos após Homero, que floresceu novecentos e cinquenta anos antes da composição do Compêndio da História romana.

## Obra

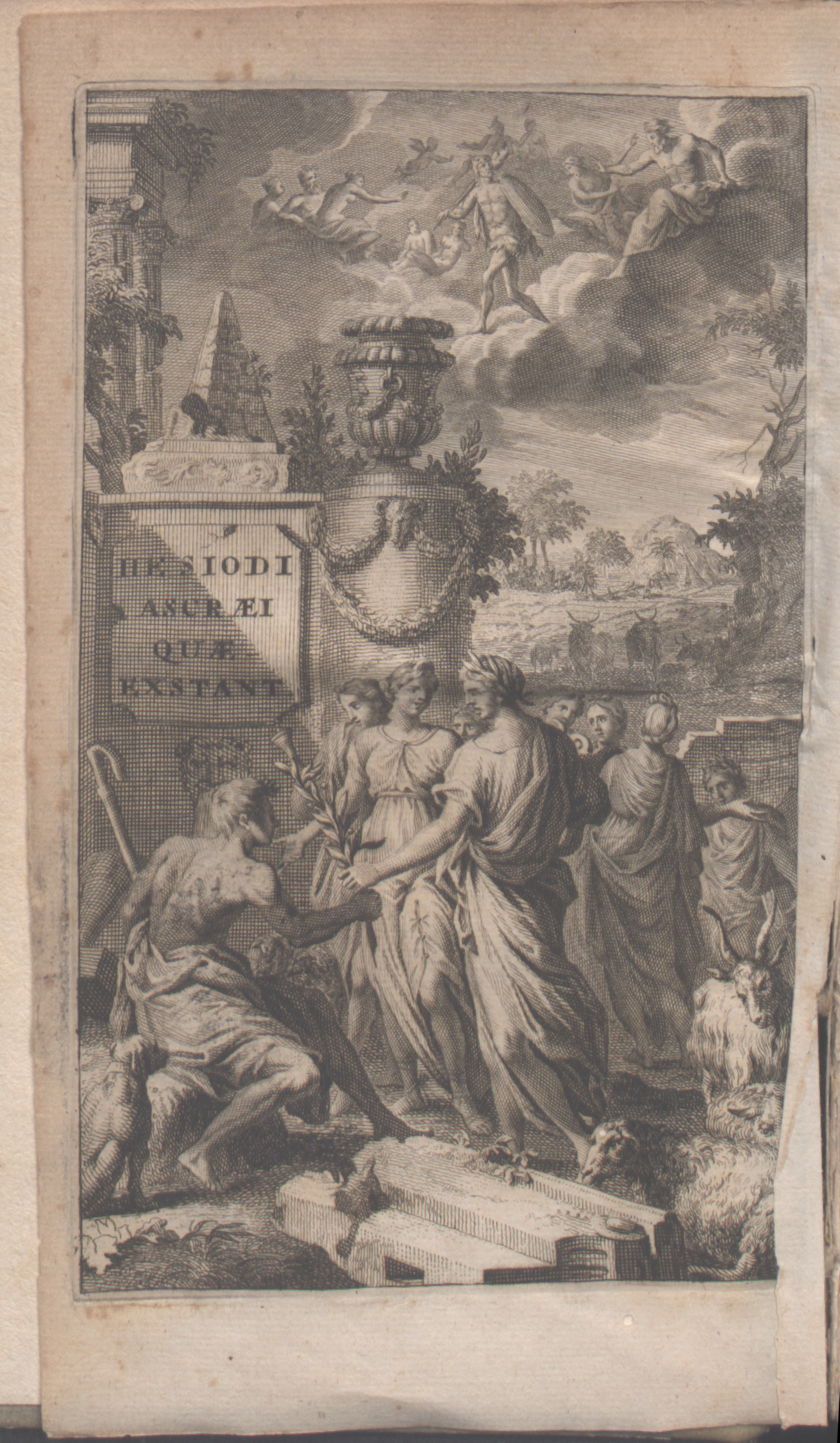
Hesiodi Ascraei quaecumque exstant, 1701

Três obras atribuídas a Hesíodo por comentaristas antigos sobreviveram: Os Trabalhos e os Dias (ou As Obras e os Dias), a Teogonia e O Escudo de Héracles (embora exista alguma dúvida a respeito da autoria deste último, tido por alguns estudiosos como sendo do século VI AEC). Outras obras atribuídas a ele existem apenas na forma de fragmentos. As obras e fragmentos existentes foram todos escritos na língua e na métrica convencional da poesia épica. Alguns autores antigos chegaram a questionar a autenticadade da Teogonia (Pausânias, 9.31.3), embora o autor cite a si mesmo pelo nome no poema (verso 22). Embora sejam diferentes em diversos aspectos, a Teogonia e Os Trabalhos e os Dias partilham uma prosódia, uma métrica e uma linguagem característica, que o distinguem sutilmente da obra de Homero e do Escudo de Héracles. (ver O grego de Hesíodo). Além disso, ambos se referem à mesma versão do mito de Prometeu. Ambos os poemas, no entanto, podem conter interpolações; os primeiros dez versos do Trabalhos e Dias, por exemplo, podem ter sido apropriados de um hino órfico a Zeus.
Alguns estudiosos detectaram uma perspectiva proto-histórica em Hesíodo, um ponto de vista rejeitado pelo professor de história grega da Universidade de Cambridge, Paul Cartledge, por exemplo, que alega que Hesíodo advogaria uma visão centrada nas recordações, sem qualquer ênfase na verificação dos fatos. Hesíodo também foi considerado o pai do verso gnômico. Tinha "uma paixão por sistematizar e explicar as coisas". A poesia grega antiga em geral tinha fortes tendências filosóficas, e Hesíodo, como Homero, demonstra grande interesse numa ampla gama de questões 'filosóficas', que vão da natureza da justiça divina aos inícios da sociedade humana. Aristóteles (Metafísica, 983b-987a) acredita que a questão das primeiras causas pode até mesmo ter começado com Hesíodo (Teogonia, 116-53) e Homero (Ilíada, 14.201, 246).
Hesíodo via o mundo de fora do círculo encantado dos governantes aristocráticos, protestando contra suas injustiças num tom de voz que foi descrito como tendo uma "qualidade ranzinza redimida por uma dignidade lúgubre", porém ele também se mostrava capaz de alterar esse tom para se adequar ao público. Esta ambivalência parece permear sua apresentação da história humana nos Trabalhos e Dias, onde ele descreve um período de ouro no qual a vida era fácil e boa, seguida por um declínio constante no comportamento e felicidade do homem ao longo das idades de Prata, Bronze e Ferro - porém ele insere entre estes dois últimos períodos uma era histórica, representando assim estes homens belicosos sob uma luz mais favorável que seus antecessores, da Idade do Bronze. Ele parece estar, neste caso, querendo satisfazer duas visões de mundo distintas, a épica e a aristocrática, com aquela apresentando pouca simpatia pelas tradições heróicas da aristocracia.
Para Werner Jaeger, famoso helenista alemão, com Hesíodo surge o subjetivo na literatura. Na época antiga, o poeta era um simples veículo comandado pelas Musas; já Hesíodo assina sua obra para fazer uma história pessoal. Após exaltar as Musas que o inspiram, diz ele no começo da Teogonia: "Foram elas que, certo dia, ensinaram a Hesíodo um belo canto, quando ele apascentava suas ovelhas ao pé do Hélicon divino".

### Teogonia
A Teogonia costuma ser considerada a primeira obra de Hesíodo. Apesar da diferença no tema principal abordado neste poema e nos Trabalhos e Dias, a maior parte dos estudiosos - com algumas exceções notáveis, como Hugh G. Evelyn-White - acredita que as duas obras foram escritas pelo mesmo homem. Como escreveu o classicista e filólogo inglês Martin Litchfield West, "ambos trazem a marca de uma personalidade distinta: um homem do campo rústico, conservador, propenso à reflexão, que não amava as mulheres ou a vida, e que sentia o peso da presença dos deuses sobre si."
A Teogonia fala das origens do mundo (cosmogonia) e dos deuses (teogonia), desde seus inícios com Caos, Gaia e Eros, e mostra um interesse especial na genealogia. Dentro da mitologia grega permaneceram fragmentos de contos extremamente variados, o que aponta à rica variedade mitológica que existia, variando de cidade para cidade; porém a versão de Hesíodo destas antigas histórias acabou por se tornar, de acordo com o historiador Heródoto, do século V a.C., a versão aceita que unia todos os helenos.
O mito da criação em Hesíodo foi considerado, por muito tempo, como tendo sido influenciado por tradições orientais, tais como a Canção de Kumarbi, dos hititas, e o Enuma Elish babilônio. Esta miscigenação cultural teria ocorrido nas colônias comerciais gregas dos séculos VIII e IX a.C., como Al Mina, no norte da Síria.

### Os Trabalhos e os Dias
Os Trabalhos e os Dias (também traduzido para o português como As Obras e os Dias) é um poema de mais de 800 versos que aborda duas verdades gerais: o trabalho é a sina universal do Homem, porém aquele que estiver disposto a trabalhar sobreviverá. Estudiosos interpretaram esta obra, ao longo do tempo, diante de um cenário de uma crise agrária na Grécia continental, que teria inspirado uma onda documentada de colonizações, em busca de novas terras. Este poema é uma das primeiras meditações sobre o pensamento econômico.
A obra apresenta as cinco Eras do homem, além de conter conselhos e recomendações, prescrevendo uma vida de trabalho honesto, atacando a ociosidade e juízes injustos (como aqueles que decidiram a favor de Perses), bem como a prática da usura. Descreve seres imortais que vagariam pela terra, cuidando da justiça e da injustiça. O poema fala do trabalho como fonte de todo o bem, na medida em que tanto os deuses quanto os homens desprezam os ociosos, que seriam como zangões numa colmeia.

### Outras obras
Além da Teogonia e de Trabalhos e Dias, diversos outros poemas foram atribuídos a Hesíodo durante a Antiguidade. Acadêmicos modernos têm duvidado, no entanto, de sua autenticidade, e estas obras normalmente são referidas como parte do "Corpus Hesiódico", independentemente de sua verdadeira autoria. A situação foi resumida pelo classicista Glenn Most: "'Hesíodo' é o nome de uma pessoa; 'hesiódico' é uma designação para um tipo de poesia, que inclui mas não se limita aos poemas cuja autoria pode ser creditada com segurança ao próprio Hesíodo."
Destas obras que compõe o corpus hesiódico estendido, apenas o Escudo de Héracles (em grego:  Ἀσπὶς Ἡρακλέους, Aspis Hērakleous) foi transmitido de maneira intacta através dos tempos, por intermédio de uma transcrição manuscrita medieval.
Os autores clássicos também atribuíam a Hesíodo um longo poema genealógico, conhecido como Catálogo de Mulheres, ou Ehoiai (porque suas seções se iniciam com as palavras gregas ē hoiē, "Ou como as..."). Era um catálogo mitológico das mulheres mortais que haviam mantido relações sexuais com os deuses, e dos descendentes destas relações.
Diversos poemas hexâmetros foram atribuídos a Hesíodo:
- Megalai Ehoiai, um poema semelhante ao Catálogo das Mulheres, porém supostamente mais longo.
- O Casamento de Céix, um poema sobre o comparecimento de Héracles ao casamento de um certo Céix, conhecido por seus enigmas.
- Melampodia, um poema genealógico que fala sobre as famílias e os mitos associados com os grandes profetas da mitologia.
- Dáctilos Ideus, obra que fala sobre fundidores lendários da mitologia, os Dáctilos Ideus.
- A Descida de Perito, sobre a viagem de Teseu e Perito (ou Pirítoo) ao Hades.
- Preceitos de Quíron, obra didática que apresenta os ensinamentos de Quíron, tal como transmitidos ao jovem Aquiles.
- Megala Erga ("Grandes Trabalhos" ou "Grandes Obras"), um poema semelhante aos Trabalhos e Dias, porém supostamente mais longo.
- Astronomia, um poema astronômico ao qual Calímaco (ep. 27) teria aparentemente comparado o Phaenomena, de Arato.
- Egímio, um poema épico que fala sobre o dório Egímio (e atribuído tanto a Hesíodo quanto a Cércops de Mileto).
- Forno de olaria ou Oleiros, um poema curto pedindo à deusa Atena o auxílio aos oleiros caso eles paguem o poema. Também atribuído a Homero.
- Ornitomancia (Ornithomantia), obra sobre presságios obtidos através de pássaros, que teria se seguido aos Trabalhos e Dias.

Além destas obras, a Suda lista ainda um "canto fúnebre para Bátraco, amado [de Hesíodo]", anteriormente desconhecido.

## Recepção e influência
O poeta lírico Alceu, compatriota e contemporâneo de Safo, parafraseou uma seção dos Trabalhos e Dias (582-88), reformatando-o na métrica lírica e passando para o dialeto lésbio. Resta apenas um fragmento da paráfrase.
O poeta lírico Baquílides citou ou parafraseou Hesíodo numa ode de vitória endereçada a Hierão de Siracusa, comemorando a vitória do tirano na corrida de carruagens dos Jogos Píticos de 470 a.C.; a dedicatória dizia: "Um homem da Beócia, Hesíodo, ministro das [doces] Musas, falou assim: 'Aquele que os imortais homenageiam também conta com boa reputação entre os homens.'" Estas palavras, no entanto, não foram encontradas nas obras existentes de Hesíodo.
O Catálogo de Mulheres de Hesíodo criou uma moeda para catálogos em forma de poemas durante o período helenístico. Teócrito, por exemplo, apresenta catálogos de heroínas em dois de seus poemas bucólicos (3.40–51 e 20.34–41), no qual ambas as passagens são recitadas por personagens de rústicos apaixonados.

### Busto

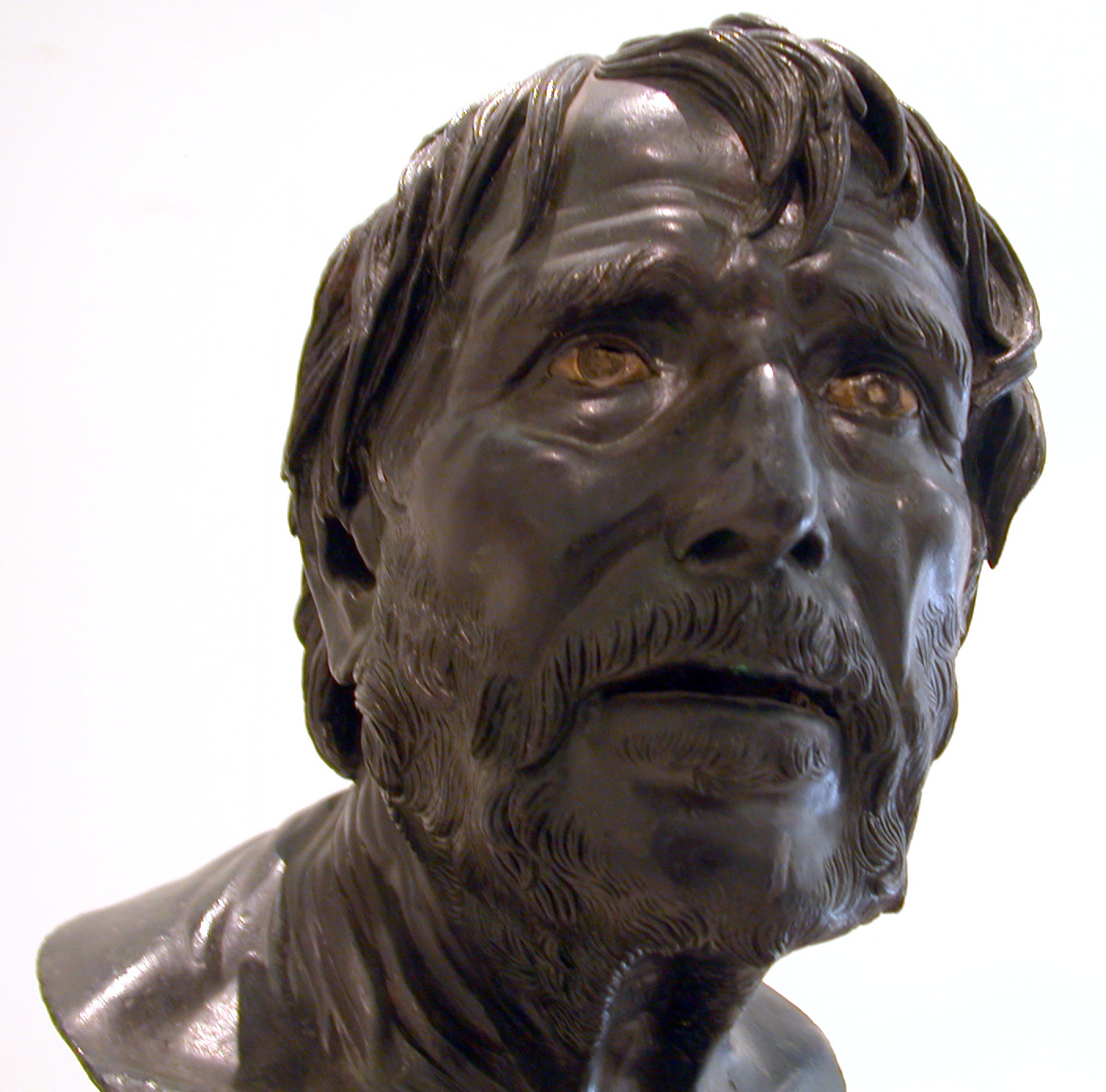
Antigo busto de bronze, o chamado Pseudo-Sêneca, atualmente especulado como sendo um retrato imaginativo de Hesíodo.

O busto romano de bronze conhecido como Pseudo-Sêneca, datado do final do primeiro século a.C. e encontrado em Herculano, já não é mais considerado como retratando Sêneca, o Velho; a arqueóloga e historiadora da arte britânica Gisela Richter identificou-o como sendo um retrato imaginativo de Hesíodo. Já existiam, no entanto, suspeitas desde pelo menos 1813, quando uma herma com um retrato de Sêneca e feições muito diferentes foi encontrada. A maior parte dos estudiosos atualmente adota a identificação de Richter.

## O grego de Hesíodo
Hesíodo utilizou o dialeto convencional da poesia épica, que era o jônio. As comparações com Homero, ele próprio um jônio de nascimento, costumavam ser pouco lisonjeiras. O manuseio do hexâmetro dactílico da parte de Hesíodo não era tão magistral ou fluente quando o de Homero, e um estudioso moderno menciona seus "hexâmetros caipiras". Seu uso da língua e da métrica em Os Trabalhos e Dias e Teogonia o distingue do autor do Escudo de Héracles. Os três poetas, por exemplo, utilizaram de maneira inconsistente o digama, por vezes deixando que ele afetasse a métrica e a duração da sílaba, e por outras vezes não. A frequência da observância ou esquecimento do uso da letra varia entre eles. A extensão destas variações depende de como a evidência foi coletada e interpretada, porém existe uma tendência clara, revelada, por exemplo, no seguinte conjunto de estatísticas.
Teogonia 2.5/1
Os Trabalhos e os Dias 1.5/1
O Escudo de Héracles 5.9/1
Homero 5.4/1
Hesíodo não utiliza o digama com tanta frequência quanto os outros. O resultado é um pouco contraintuitivo, já que o digama ainda era uma característica do dialeto beócio, que Hesíodo provavelmente falava, e já havia desaparecido do vernáculo jônio de Homero. Esta anomalia pode ser explicada pelo fato de que Hesíodo fez um esforço consciente para compor como um poeta épico jônio, num período em que o digama não costumava mais ser ouvido na fala jônia, enquanto Homero tentava escrever como a geração antiga de bardos jônios, quando ele ainda podia ser ouvido na fala jônia. Também há uma diferença significativa entre os resultados obtidos na Teogonia e nos Trabalhos e Dias, porém isto se deve apenas ao fato de que a primeira obra apresenta um catálogo de divindades, e faz assim uso do artigo definido geralmente associado com o digama, oἱ ("os").
Embora seja típico do dialeto épico do grego, o vocabulário de Hesíodo difere de maneira significativa do de Homero. Um acadêmico contou 278 palavras que não foram usadas por Homero no Trabalhos e Dias, 151 na Teogonia, e 95 no Escudo de Héracles. O número excessivo de palavras "não homéricas" na primeira deve-se ao seu tema, considerado igualmente "não-homérico". O vocabulário de Hesíodo também apresenta diversas frases formulaicas, que não podem ser encontradas no Homero, o que indica que ele estaria escrevendo a partir de uma tradição distinta.